# مملكة قبرص
مملكة قبرص دولة صليبية في جزيرة قبرص. تأسست عام 1192 حينما اشتراها غي دي لوزينيان من فرسان الهيكل وبقيت حتى عام 1489 حينما استولى العثمانيون على الجزيرة.
كانت جزيرة قبرص تابعة للإمبراطورية البيزنطية حتى قام يوحنا كومنينوس بالاستيلاء على الجزيرة والاستقلال بها عام 1185. في عام 1191 قام ملك إنجلترا ريتشارد بالاستيلاء على الجزيرة ثم باعها لفرسان الهيكل الذين بدورهم باعوها إلى غي دي لوزينيان.

## قائمة الملوك
أسرة لوزينيان:-
- غي دي لوزينيان (1194-1192)؛ لورد قبرص.
- عموري (1196-1194) كـ لورد؛ ومن (1205-1196) كـ ملك.
- هيو الأول (1218-1205).
- هنري الأول (1253-1218).
- هيو الثاني (1267-1253).

أسرة بواتييه-لوزينيان:-
- هيو الثالث (1284-1267).
- يوانيس الأول (1285-1284).
- إبيكوس الثاني (1324-1285).
- هيو الرابع (1358-1324).
- بيتروس الأول (1369-1358).
- بيتروس الثاني (1382-1369).
- إياكوفوس الأول (1398-1382).
- انوس (1432-1398).
- يوانيس الثاني (1458-1432).
- شارلوت (1463-1458).
- إياكوفوس الثاني (1473-1463).
- إياكوفوس الثالث (1474-1473).
- كاثرين (1489-1474).

قبرص انضمت إلى جمهورية البندقية بعد هذا التاريخ.